# 澧阳街道
澧阳街道是中华人民共和国湖南省常德市澧县下辖的一个街道办事处。

## 行政区划
澧阳街道下辖以下村级行政区划单位：
新河社区、洗墨池社区、芬司街社区、万寿宫社区、棚场街社区、水德庙社区、永兴寺社区、澹阳社区、珍珠社区、黄桥社区、高桥村、孟家港村、澹坪村和平阳村。